# Argyro Milaki
Argyro Milaki (griechisch Αργυρώ Μηλάκη; * 7. März 1992 in Iraklio) ist eine griechische Radsportlerin, die auf Straße und Bahn aktiv ist.

## Sportliche Laufbahn
Schon in der Jugendklasse errang Argyro Milaki ihren ersten griechischen Meistertitel auf der Bahn, in der Einerverfolgung. 2014 sowie 2015 wurde sie jeweils zweifache Meisterin im Keirin und im Scratch, ab 2018 stand sie jährlich meist mehrfach auf dem Podium der nationalen Meisterschaften. 2023 gewann sie dabei alle ausgetragenen Wettbewerbe in Einzeldisziplinen.
2012 sowie 2016 startete Argyro Milaki als Pilotin im Tandemrennen bei Paralympischen Spielen und führte die sehbehinderte Fahrerin Adamantia Chalkiadaki. Bei den UCI-Paracycling-Straßenweltmeisterschaften 2017 belegte sie mit Eleni Kalatzi Platz drei im Straßenrennen.
Ab 2015 wurde Milaki achtmal griechische Meisterin im Straßenrennen und im Einzelzeitfahren. 2018 wurde sie Mitglied im italienischen Team Servetto und war damit eine der ersten Griechinnen bei einem UCI Women’s Team. Im Frühjahr 2018 entschied sie eine Etappe der chinesischen Tour of Zhoushan Island für sich, ihr bisher einziger Erfolg bei einem internationalen Rennen.

## Erfolge

### Bahn
2008
- Griechische Jugend-Meisterin – Einerverfolgung

2014
- Griechische Meisterin – Keirin, Scratch

2015
- Griechische Meisterin – Keirin, Scratch

2018
- Griechische Meisterin – Omnium, Keirin, Scratch

2019
- Griechische Meisterin – Keirin, Scratch

2020
- Griechische Meisterin – Sprint, Einerverfolgung, Scratch, Omnium

2021
- Griechische Meisterin – Sprint

2022
- Griechische Meisterin – Sprint, Keirin, Scratch

2023
- Griechische Meisterin – Sprint, Keirin, Scratch, Punktefahren, Ausscheidungsfahren, Einerverfolgung, Omnium

2024
- Griechische Meisterin – Ausscheidungsfahren, Einerverfolgung, Punktefahren, Omnium

2025
- Griechische Meisterin – Einerverfolgung

### Straße
2015
- Griechische Meisterin – Straßenrennen

2017
- Griechische Meisterin – Straßenrennen

2018
- eine Etappe Tour of Zhoushan Island
- Griechische Meisterin – Straßenrennen

2019
- Griechische Meisterin – Straßenrennen

2022
- Griechische Meisterin – Einzelzeitfahren

2023
- Griechische Meisterin – Einzelzeitfahren, Straßenrennen

2024
- Griechische Meisterin – Straßenrennen

2025
- Griechische Meisterin – Straßenrennen